# Felix Rehberger

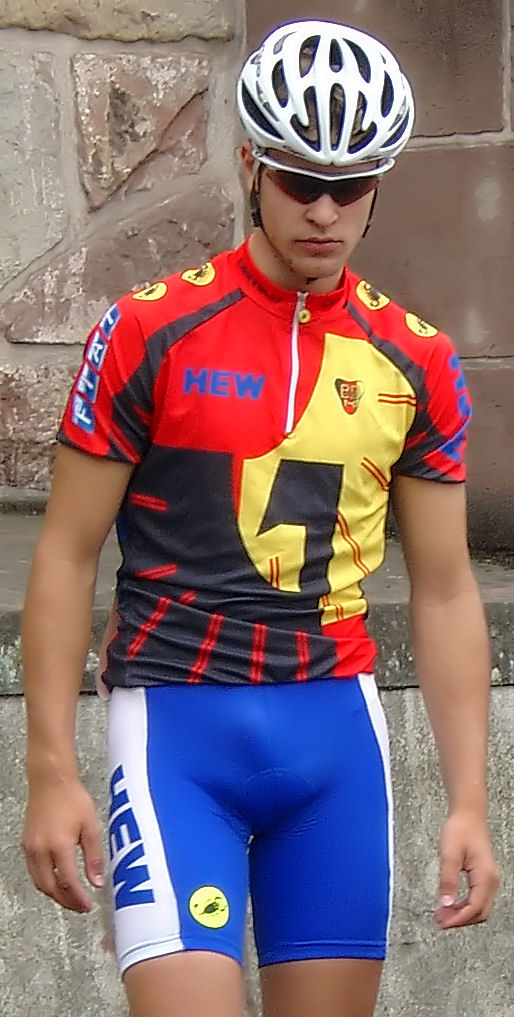
Felix Rehberger

Felix Rehberger (* 4. August 1986 in Heiligkreuzsteinach) ist ein deutscher Straßenradrennfahrer.
Felix Rehberger wurde 2004 in Queidersbach Deutscher Meister im Straßenrennen der Juniorenklasse. In der Saison 2006 war er auf dem dritten Teilstück der Mainfranken-Tour erfolgreich. Außerdem belegte er den dritten Platz beim Grand Prix Vorarlberg. 2008 gewann Rehberger mit dem Eintagesrennen Cottbus–Görlitz–Cottbus, den Auftakt der U23-Rad-Bundesliga. Bei der Tour de la Martinique gewann er eine Etappe in Fort-de-France.

## Erfolge
2004
- Deutscher Meister – Straßenrennen (Junioren)

2006
- eine Etappe Mainfranken-Tour

2008
- eine Etappe Tour de la Martinique